# Juferevella
Juferevella es un género de foraminífero bentónico de la subfamilia Paratikhinellinae, de la familia Paratikhinellidae, de la superfamilia Moravamminoidea, del suborden Fusulinina y del orden Fusulinida. Su especie tipo es Juferevella tomiensis. Su rango cronoestratigráfico abarcaba el Frasniense superior (Devónico superior).

## Discusión
Algunas clasificaciones incluyen Juferevella en la Subfamlia Juferevellinae.

## Clasificación
Juferevella incluye a la siguiente especie:
- Juferevella tomiensis †